# Supernova (álbum de Lisa Lopes)
| Críticas profissionais | Críticas profissionais |
| Avaliações da crítica  | Avaliações da crítica  |
| Fonte                  | Avaliação              |
| ---------------------- | ---------------------- |
| Allmusic               | [ 2 ]                  |
| MTV Asia               | [ 3 ]                  |
| NME                    | [ 4 ]                  |
| Slant Magazine         | [ 5 ]                  |

Supernova é o álbum de estréia a solo de Lisa Lopes, do TLC. Foi lançado alguns meses antes da sua morte, em 2002, sendo o único álbum a solo lançado com o nome da cantora durante a sua vida.

## Informações do álbum
Os títulos originais do álbum eram "Fantasy1.com" e "A New Star is Born", mas acabaram sendo mudados para "Supernova". O álbum não foi lançado nos Estados Unidos devido às vendas fracas no exterior. O primeiro single, "The Block Party", foi enviado à rádio em julho de 2001, entrando no top 20 do Reino Unido. Contudo, não teve um bom desempenho na parada de singles dos EUA. O segundo single teria sido "Hot!", como ficou claro no final do videoclipe de "The Block Party". No entanto, quando o lançamento do álbum foi cancelado nos Estados Unidos, todos os outros singles foram cancelados. O single promocional"Hot!" vazaria online em outubro de 2001. Lopes tentou vender o álbum em seu site, Eyenetics, mas sem sucesso. Como o álbum não foi lançado nos Estados Unidos, Lopes já havia começado a trabalhar em material novo antes de sua morte, em 2002.
A data de lançamento pretendida para o álbum era 16 de agosto de 2001, o dia do aniversário de seu pai, assim como o dia da morte de seu avô. Isto é aludido nas letras da música "A New Star Is Born". A data de lançamento do álbum nos EUA acabou por ser adiada várias vezes, tendo planejada para 29 de outubro de 2001, porém esse lançamento acabou por nunca acontecer.
Algumas faixas do álbum foram remixadas em 2002, para aquele que seria o segundo álbum solo de Lopes, NINA. O álbum foi cancelado após a morte de Lopes, mas vazou online em 2011. As músicas do álbum foram relançadas em uma forma remixada em 2009, através do álbum póstumo Eye Legacy.

## Faixas
| N.º            | Título                                                                   | Compositor(es)                                                                                     | Produtor(es)   | Duração |  |
| 1.             | "Life is Like a Park" (participação de Carl Thomas)                      | T. Horton, M. Pitts, T. Dudley, L. Lopes                                                           | Terence Dudley | 4:00    |  |
| 2.             | "Hot!"                                                                   | L. Lopes, T. Horton, D. Stinson, R. Grant, R. Grant                                                | Rockwilder     | 4:13    |  |
| 3.             | "The Block Party"                                                        | L. Lopes, T. Horton, S. Remi, M. White                                                             | Salaam Remi    | 4:04    |  |
| 4.             | "Let Me Live"                                                            | L. Lopes, I. Willis, M. Pitts, S. Remi, M. Patasar                                                 | Salaam Remi    | 3:53    |  |
| 5.             | "Jenny" (participação de Jazze Pha)                                      | L. Lopes, K. Thomas, P. Alexander, M. Pitts, R. Thomas                                             | Rick Rock      | 6:08    |  |
| 6.             | "I Believe in Me"                                                        | T. Horton, T. Dudley                                                                               | Terence Dudley | 4:16    |  |
| 7.             | "Rags to Riches" (participação de Andre Rison)                           | L. Lopes, A Rison                                                                                  | Bad Moon       | 4:37    |  |
| 8.             | "True Confessions" (participação de Angela Hunte)                        | L. Lopes, K. Thomas, A. Hunte, S. Remi                                                             | Salaam Remi    | 3:49    |  |
| 9.             | "Untouchable" (com 2Pac)                                                 | L. Lopes, T. Horton, T. Shakur                                                                     | 2Pac, Left Eye | 5:34    |  |
| 10.            | "Head to the Sky" (participação de Blaque)                               | L. Lopes, L. Willis, N. Reed, A. Rison, A. Colon, M. White                                         | Armando Colon  | 4:14    |  |
| 11.            | "The Universal Quest" (participação de Esthero)                          | L. Lopes, J. Englishman, I. Giles, K. Clark                                                        | Twin Dragons   | 5:48    |  |
| 12.            | "A New Star is Born" (participação de Tangi Forman)                      | L. Lopes, T. Forman, K. Heilbron, A. Vowles, R. Del Naja, G. Marshall, T. Thorn, B. Watt, J. Brown | Karl Heilbron  | 4:31    |  |
| 13.            | "Breathe" (participação de Grant Geissman e Tangi Forman) (Faixa oculta) | L. Lopes                                                                                           | Left Eye       | 4:25    |  |
| 14.            | "Friends" (participação de Cassandra Lucas) (Faixa bônus japonesa)       | L. Lopes                                                                                           | Terence Dudley | 4:45    |  |
| Duração total: | Duração total:                                                           | Duração total:                                                                                     | Duração total: | 64:17   |  |

## Conteúdo inédito
Lisa afirmou em uma entrevista de rádio que 25 músicas foram escritas para o álbum e que apenas metade delas foram gravadas.
- "Bounce" - lançado em Eye Legacy, com vocais de Chamillionaire e Bone Crusher .
- "Crank It" (com participação de Tangi Forman) - vazou; originalmente gravado em julho de 1998, foi lançado em Eye Legacy, com os vocais de da irmã mais nova de Lisa Lopes, Reigndrop Lopes.
- "Cherry Cherry" (com participação de Sr. Drick) - vazou;[6] originalmente gravado em julho de 1998. Uma versão remxiada foi lançada no Japão, através de uma versão exclusiva de Eye Legacy.
- "Left Pimpin" (com participação de Brett) - vazou; os vocais da música foram posteriormente testados para a música "Quickie", incluída no quarto álbum do TLC, 3D
- "Through the Pain" (com Ryan Toby e Claudette Ortiz) - lançado em Eye Legacy.  O primeiro verso desta faixa foi mais tarde regravado para a música "Who's it Gonna Be", da reedição europeia de 3D.

## Histórico de lançamento
| País        | Data                   |
| ----------- | ---------------------- |
| Reino Unido | 14 de agosto de 2001   |
| Austrália   | 12 de novembro de 2001 |
| China       | 12 de março de 2001    |
| Japão       | 28 de janeiro de 2002  |